# بخش صفائیه
بخش صَفائیه یکی از بخش‌های شهرستان خوی در استان آذربایجان غربی در ایران است. شهر زرآباد مرکز این بخش است.

## تقسیمات کشوری
- بخش صفائیه
  - دهستان الند
  - دهستان سکمن‌آباد

شهر : زرآباد

## جمعیت
براساس سرشماری مرکز آمار ایران در سال ۱۳۹۵، جمعیت این بخش برابر با ۱۹٬۵۴۳ نفر (۴٬۸۹۳ خانوار) بوده‌است. 